# Pierre Korb
Pour les articles homonymes, voir Korb.
Pierre Korb, né le 20 avril 1908 à Mulhouse (Haut-Rhin), ville où il est mort le 22 février 1981, est un footballeur international français, notamment sélectionné pour disputer la coupe du monde 1934.

## Biographie

### FC Mulhouse et équipe de France (1927-1937)
En 1927-1928, l'Autrichien Gustav Putzendopler prend les commandes du FC Mulhouse. C'est cette année que le FCM atteint les demi-finales de la Coupe de France, et est éliminé par le CA Paris. Pierre Korb est titulaire en attaque. Le FCM récidive en 1928-1929, finissant premier avec plus de cinq points d'avance sur son dauphin, l'AS Strasbourg. La saison 1929-1930 est considérée comme une référence. Le FCM enchaîne les scores impressionnants, que ce soit en championnat ou en matchs amicaux contre le CA Paris, battu 4-1, ou les Old Boys Bâle, battus 8-2 et 4-2. En championnat, le FC Mulhouse gagne ses 14 matchs, étant sacré avec 11 points d'avance sur le deuxième, le FC Bischwiller. 
Le 23 février 1930, Pierre Korb joue son premier match avec l'équipe de France lors du déplacement à Porto pour affronter le Portugal en match amical (défaite 2-0).
Le titre est conservé facilement en 1930-1931. C'est cette même année que le club participe pour la première fois à la Coupe Peugeot, précurseur d'un championnat de France.
En 1931-1932, le club remporte une cinquième fois le championnat d'Alsace. Il participe une deuxième fois à la Coupe Peugeot, qui rassemble cette fois vingt clubs parmi les plus prestigieux de France. Il y réalise des performances remarquables, battant tous ses adversaires sur des scores très déséquilibrés, écartant le Red Star en demi-finale au Tivoli à Strasbourg, puis remportant la compétition face au CA Paris sur le score de 4-1. Avec de tels résultats, il semble naturel que le club mulhousien participe au nouveau championnat national professionnel.
En 1932-1933, le club haut-rhinois devient officiellement professionnel et s'inscrit à la première édition du Championnat de France de football, la Division Nationale, dans le groupe A. Le FCM termine à la 10e place et est ainsi le premier club à finir dernier de Division 1 et à être relégué. Aussi, en 1933-1934, le FC Mulhouse se classe 3e du groupe Nord de 2e Division et accède ainsi à nouveau à l'élite.
Le 25 mars 1934, Pierre Korb joue son dernier match avec l'équipe de France lors de la réception de la Tchécoslovaquie (défaite 2-1). Il totalise douze sélections en bleu, toutes effectuées en match amical, et deux buts inscrits. Korb marque les deux fois contre cette même équipe de Tchécoslovaquie : sur penalty à la 25e minute (défaite 2-3) en 1930 et lors de sa dernière sélection en 1934 dès la 6e minute (défaite 1-2).

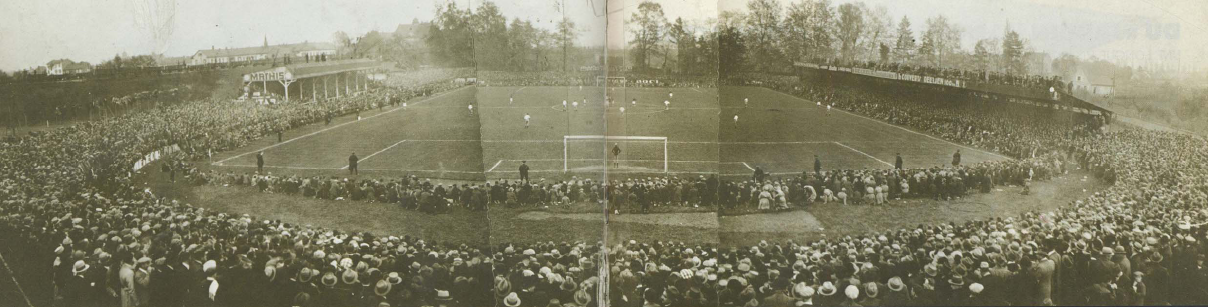
Rencontre RC Strasbourg-FC Mulhouse en Division 1, le 4 novembre 1934 au stade de la Meinau.

Pierre Korb est sélectionné pour participer à la Coupe du monde 1934 en Italie. À l’époque, seules seize nations sont qualifiées et les matchs sont à élimination directe. L'équipe de France dispute et perd après prolongation (3 à 2) contre l’Autriche. La France rentre donc immédiatement au pays sans disputer la suite de la compétition, ce qui ne permet pas à Korb d’espérer disputer une rencontre de Coupe du monde.
Son retour en Division 1 est réussi, et en 1934-1935, le FC Mulhouse, qui compte dans ses rangs cinq internationaux français (dont Korb) et trois autrichiens, finit sixième de D1, handicapée par son manque de réserves. Dès la saison 1936-1937, le club réalise des résultats moins satisfaisants : avec une 16e et dernière place en Division 1, seulement 15 points d'engrangés en trente matchs, et une défaite 1-9 face au RC Strasbourg, le FC Mulhouse connaît une nouvelle descente en Division 2. Pierre Korb quitte le club.

### Deux ans à Sochaux (1937-1939)
En 1937, l'attaque du FC Sochaux est renforcée de deux des meilleurs ailiers français : Curt Keller et Pierre Korb.
Pierre Korb et le FCS remportent logiquement le championnat de France 1937-1938.

### Retour à Mulhouse pendant la Guerre (1939-1941)
En 1940, l'Alsace étant annexée de fait à l'Allemagne à l'issue de la « drôle de guerre », le FC Mulhouse doit reprendre le nom de Fussball Club Mülhausen 1893 et abandonner le professionnalisme, interdit en Allemagne.
Ainsi, le FCM doit participer à la Gauliga Elsass, le nouveau championnat d'Alsace, qualificatif pour la phase finale de la Deutsche Meisterschaft, le championnat d'Allemagne. Pour sa première saison en championnat allemand depuis 1914 le FC Mulhouse de l'entraîneur germanique Otto Schwab est vainqueur du championnat régional, battant en finale le Rasensportclub Strassburg, ancien RC Strasbourg (3-1, 1-2). Qualifiés pour la phase finale du Deutsche Meisterschaft, les Mulhousiens finissent derniers du Groupe 3 avec un match nul et cinq défaites.

## Statistiques
| #  | Date       | Lieu     | Compétition  | Domicile    | Score | Extérieur       | But         |
| -- | ---------- | -------- | ------------ | ----------- | ----- | --------------- | ----------- |
| 1  | 23.02.1930 | Porto    | Match amical | Portugal    | 2:0   | France          |             |
| 2  | 23.03.1930 | Colombes | Match amical | France      | 3:3   | Suisse          |             |
| 3  | 13.04.1930 | Colombes | Match amical | France      | 1:6   | Belgique        |             |
| 4  | 11.05.1930 | Colombes | Match amical | France      | 2:3   | Tchécoslovaquie | But inscrit |
| 5  | 18.05.1930 | Colombes | Match amical | France      | 0:2   | Écosse          |             |
| 6  | 25.01.1931 | Bologne  | Match amical | Italie      | 5:0   | France          |             |
| 7  | 15.03.1931 | Colombes | Match amical | France      | 1:0   | Allemagne       |             |
| 8  | 05.06.1932 | Belgrade | Match amical | Yougoslavie | 2:1   | France          |             |
| 9  | 09.06.1932 | Sofia    | Match amical | Bulgarie    | 3:5   | France          |             |
| 10 | 12.06.1932 | Bucarest | Match amical | Roumanie    | 6:3   | France          |             |
| 11 | 11.03.1934 | Paris    | Match amical | France      | 0:1   | Suisse          |             |
| 12 | 25.03.1934 | Colombes | Match amical | France      | 1:2   | Tchécoslovaquie | But inscrit |

| Saison                | Club                  | Championnat           | Championnat | Championnat | Coupe(s) nationale(s) | Coupe(s) nationale(s) | France | France | Total | Total |
| Saison                | Club                  | Division              | M.          | B.          | M.                    | B.                    | M.     | B.     | M.    | B.    |
| 1927-1928             | FC Mulhouse           | DH Alsace             | -           | -           | 2                     | 1                     | -      | -      | 2     | 1     |
| 1928-1929             | FC Mulhouse           | DH Alsace             | -           | -           | 2                     | 1                     | -      | -      | 2     | 1     |
| 1929-1930             | FC Mulhouse           | DH Alsace             | -           | -           | 2                     | 2                     | 5      | 1      | 7     | 3     |
| 1930-1931             | FC Mulhouse           | DH Alsace             | -           | -           | 2                     | 1                     | 2      | 0      | 4     | 1     |
| 1931-1932             | FC Mulhouse           | DH Alsace             | -           | -           | 3                     | 1                     | 3      | 0      | 6     | 1     |
| 1932-1933             | FC Mulhouse           | D1                    | 12          | 1           | 2                     | 0                     | -      | -      | 14    | 1     |
| 1933-1934             | FC Mulhouse           | D2                    | 28          | 9           | 3                     | 2                     | 2      | 1      | 33    | 12    |
| 1934-1935             | FC Mulhouse           | D1                    | 29          | 7           | 3                     | 5                     | -      | -      | 32    | 12    |
| 1935-1936             | FC Mulhouse           | D1                    | 27          | 2           | 2                     | 0                     | -      | -      | 29    | 2     |
| 1936-1937             | FC Mulhouse           | D1                    | 26          | 6           | 2                     | 3                     | -      | -      | 28    | 9     |
| Sous-total            | Sous-total            | Sous-total            | 122         | 25          | 23                    | 16                    | 12     | 2      | 157   | 43    |
| 1937-1938             | FC Sochaux            | D1                    | 19          | 5           | -                     | -                     | -      | -      | 19    | 5     |
| 1938-1939             | FC Sochaux            | D1                    | 25          | 2           | 3                     | 0                     | -      | -      | 28    | 2     |
| Sous-total            | Sous-total            | Sous-total            | 44          | 7           | 3                     | 0                     | 0      | 0      | 47    | 7     |
| Total sur la carrière | Total sur la carrière | Total sur la carrière | 162         | 31          | 30                    | 17                    | 12     | 2      | 204   | 50    |

## Palmarès
Championnat de France (1)
- Champion en 1938

Coupe Peugeot (1)
- Vainqueur en 1932

DH Alsace (5)
- Champion en 1928, 1929, 1930, 1931, et 1932

### Ouvrage de référence
- collectif, 100 ans de football en Alsace, Ligue d'Alsace de Football Association, 2002 (ISBN 2911219139), « Football Club de Mulhouse »